# RP-1

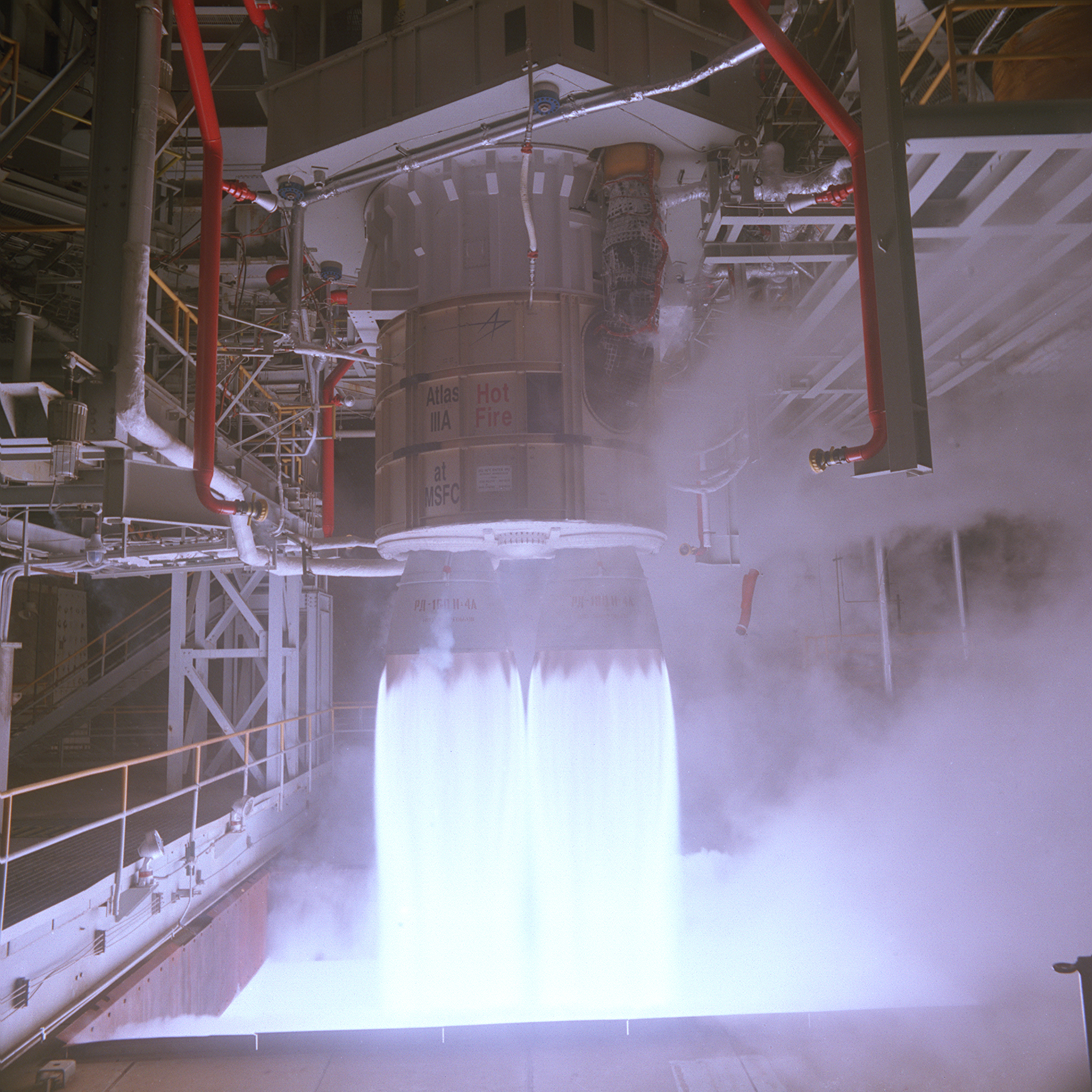
Test del motore RD-180 a ossigeno liquido e RP-1

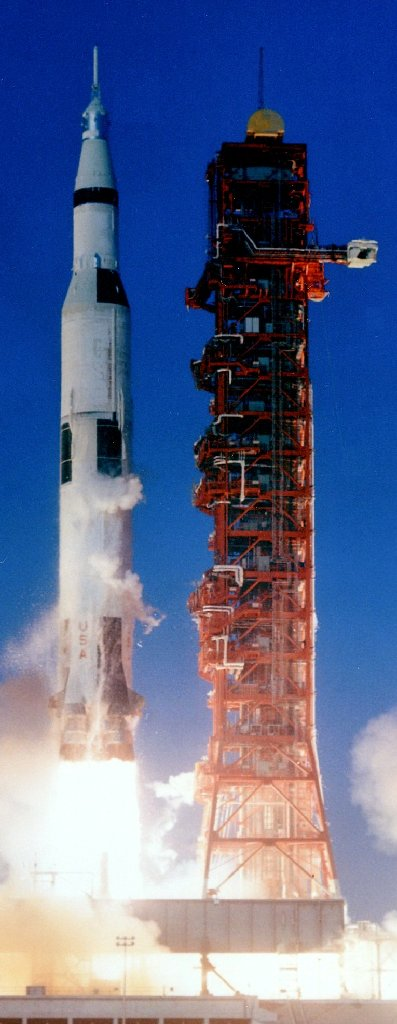
Apollo 8, Saturn V: 810.700 L RP-1, 1.311.100 L LOX

Con RP-1 (anche noto come Rocket Propellant-1 o Refined Petroleum-1) si indica un tipo di cherosene impiegato come combustibile in alcuni motori a razzo. Pur essendo caratterizzato da un impulso specifico inferiore a quello dell'idrogeno liquido (LH2), è meno costoso, stabile a temperatura e pressione ambiente, con una densità assai maggiore e con minori rischi di esplosione. Rispetto ad altri propellenti liquidi a condizioni di pressione e temperatura ambiente come l'idrazina mostra una tossicità assai inferiore.

## Storia
Il primo combustibile impiegato sui motori a razzo a propellente liquido di maggiori dimensioni durante la seconda guerra mondiale e immediatamente dopo fu l'alcol (principalmente etanolo, in parte anche metanolo). Grazie al suo elevato calore latente di evaporazione permetteva di raffreddare efficacemente per rigenerazione il motore, ma la necessità di maggiori prestazioni ed efficienza spinse la ricerca verso l'impiego di idrocarburi avvantaggiati, rispetto all'alcol, della mancanza di atomi di ossigeno nelle loro molecole e dalla presenza marginale di acqua.
Negli Stati Uniti furono impiegati differenti idrocarburi tra cui benzina, gasolio, diluente e cherosene per motori aeronautici. Fu però subito chiaro che idrocarburi con catene carboniose più lunghe, come ad esempio il cherosene, nella fase di rigenerazione tendevano a dissociarsi e a polimerizzarsi (analogamente a quanto avviene in un processo di raffinazione) con il risultato di avere la formazione di bolle di vapori delle frazioni a peso molecolare più leggero e la condensazione e successivo deposito di residui carboniosi (coking) che portavano all'ostruzione delle tubazioni di raffreddamento. La progressiva riduzione del flusso di raffreddamento comportava il rapido innalzamento delle temperature delle strutture interessate con conseguenti, possibili, cedimenti catastrofici.
Era quindi necessario ricorrere a nuove miscele di idrocarburi resistenti alle alte temperature. La Rocketdyne, nel 1953, diede inizio a un programma di ricerca per un combustibile specifico per i motori a razzo dei missili Navaho e Atlas allora in via di sviluppo. In seguito ai risultati di quegli studi fu pubblicata una specifica militare (la MIL-R-25576) con il dettaglio delle caratteristiche del combustibile RP-1. Parallelamente, in Unione Sovietica, furono studiati e impiegati analoghi propellenti denominati T-1 e RG-1.

## Composizione
Il processo di produzione dell'RP-1 parte dalla raffinazione di greggio con alto contenuto di cicloalcani (idrocarburi saturi con struttura ad anello). Mediante un processo di desolforazione viene abbattuto il contenuto di zolfo, che alle alte temperature tende a reagire con i metalli, oltre che promuovere la polimerizzazione degli idrocarburi in residui gommosi che possono accumularsi nelle tubazioni. Anche gli idrocarburi aromatici (insaturi) sono tenuti al minimo per la loro tendenza a polimerizzare durante il periodo di stoccaggio e ciò contribuisce a rendere l'RP-1 un combustibile meno tossico anche della benzina.
Viene quindi mantenuta la frazione di idrocarburi con peso prossimo a una catena C12, eliminando le restanti troppo leggere o troppo pesanti che tenderebbero a separarsi durante il periodo di stoccaggio o che diminuirebbero le proprietà lubrificanti del combustibile. A causa della mancanza delle frazioni più leggere, l'RP-1 ha un punto di infiammabilità più alto (e quindi minori rischi di incendio) rispetto al gasolio o alla benzina.
Le analoghe versioni impiegate sulle motorizzazioni sovietiche e russe sono denominate T-1 e RG-1, ma le loro proprietà sono quasi identiche all'RP-1, con l'unica differenza della maggiore densità (820-850 kg/m³ contro gli 810 dell'RP-1).

## Impiego
Venne usato dagli Stati Uniti per i lanciatori Atlas, Delta, Saturn V e altro ancora. Nell'ex Unione Sovietica tutti i missili appartenenti alla famiglia di missili R7 (Vostok, Sojuz) usano la variante RP-1. Anche se questa variante è utilizzata principalmente per le applicazioni spaziali, veniva utilizzata inizialmente dai primi missili balistici intercontinentali USA (SM-65 Atlas, SM-68 Titan) e sovietici R7, ma fu presto sostituito da altri tipi di motori a combustibili solidi a base di carburante o idrazina.